# كراسنولوبدسك (موردوفيا)
كراسنولوبدسك، موردوفيا (بالروسية: Краснослободск) هي إحدى مدن روسيا في الكيان الفدرالي الروسي موردوفيا.